# Боксер мотор
Боксер мотор (енгл. Flat engine) је мотор са унутрашњим сагоревањем са хоризонтално супротстављеним клиповима. Овај концепт патентирао је немачки инжењер Карл Бенц 1896. године и назвао га contra мотор.

## Особине
Код ових мотора кретање клипова је у хоризонталној равни, под углом од 180 степени, један наспрам другог, који подсећају на окршај између два боксера у рингу, отуда и назив боксер мотор. Енглески тремин за боксер моторе је flat, што значи раван мотор. Њихов центар гравитације је ниже постављен него код редних и V мотора, и може се описати као да је у стању "стабилне равнотеже".
Предност боксер мотора је у томе што је цео склоп мотора, трансмисије, карданске осовине и диференцијала распоређено у латерално симетричном положају и истој линији, без девијација и иступања. То омогућава бољу управљивост и бољи распоред масе целог возила, а самим тим и сигурнију вожњу. Код спортских модела омогућава боље возне карактеристике нарочито у брзом проласку кроз кривине. Избалансираност ротационих маса даје мање вибрација, услед опозитног кретања клипова, што директно утиче на век трајања лежајева мотора, као и елемената каросерије. Мала висина боксер мотора оставља могућност ниже уградње у простору мотора, а самим тим има и ниже тежиште, што повољно утиче на стабилност и управљивост возила. При самом раду клипови, због већ опозитног кретања, у једном делу путање не морају да савладавају и гравитационе утицаје, што за последицу има бржи одзив снаге мотора на додавање гаса, што је посебно битно у такмичарским условима. Поред извесних проблема са хлађењем и подмазивањем ово су веома издржљиви и дуготрајни мотори.
Међутим, боксер мотори су много шири од осталих изведби, па ова ширина мотора понекад прави проблеме код уграђивања мотора у машину. Боксер мотор је раније често уграђиван у авионе, јер додатни трошкови везани за ширину мотора нису били од пресудног значаја.
Најпознатији произвођачи у аутомобилској индустрији који су уграђивали боксер моторе су Алфа Ромео, BMW, Ситроен (уграђиван у ами, спачек, дијану, ГС), Татра, Фолксваген (уграђиван у бубу), а данас само Порше и Субару. Субару је први произвођач аутомобила који је конструисао дизел боксер мотор.

## Галерија
- Боксер мотор
- Боксер и V мотор
- Боксер мотор
- Принцип рада боксер мотора